# Curimata
Curimata es un género de peces de agua dulce de la familia Curimatidae y del orden de los Characiformes. Se distribuye en el norte y centro de Sudamérica. En las especies mayores la longitud total ronda los 25 cm.

## Distribución
Habitan en cursos fluviales tropicales del norte y centro de Sudamérica, desde Colombia, Venezuela y las Guayanas hasta el Perú, Bolivia, y el centro del Brasil. Se encuentra presente desde la cuenca amazónica y la del Orinoco hasta las fuentes de la cuenca del Plata, con una especie que habita el río Paranaíba.  

## Taxonomía
Este género fue descrito originalmente en el año 1817 por el ictiólogo francés Louis Augustin Guillaume Bosc.
Especies

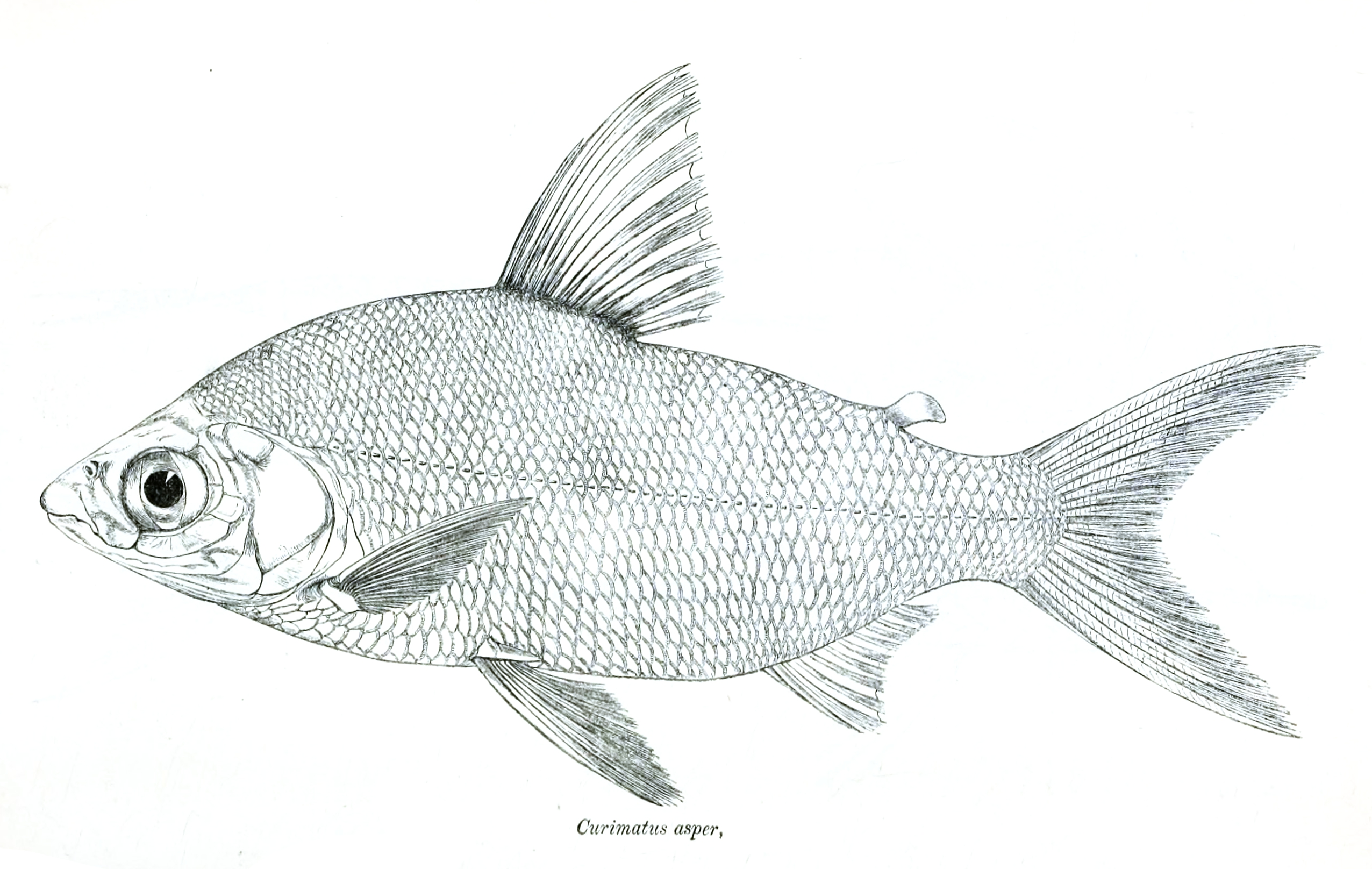
Curimata aspera.

Este género se subdivide en 13 especies:
- Curimata acutirostris Vari & R. E. dos Reis, 1995
- Curimata aspera (Günther, 1868)
- Curimata cerasina Vari, 1984
- Curimata cisandina (W. R. Allen, 1942)
- Curimata cyprinoides (Linnaeus, 1766)
- Curimata incompta Vari, 1984
- Curimata inornata Vari, 1989
- Curimata knerii (Steindachner, 1876)
- Curimata macrops (C. H. Eigenmann & R. S. Eigenmann, 1889)
- Curimata mivartii (Steindachner, 1878)
- Curimata ocellata (C. H. Eigenmann & R. S. Eigenmann, 1889)
- Curimata roseni Vari, 1989
- Curimata vittata (Kner, 1858)